# Ньюфаундленд і Лабрадор
Ньюфаундленд і Лабрадор (англ. Newfoundland and Labrador МФА: [nufənˈlænd ən(d)ˈlæbrədɔr], фр. Terre-Neuve-et-Labrador) — провінція Канади, наймолодша, приєдналася до Канади десятою та останньою. Географічно складається з острова Ньюфаундленду і континентального Лабрадору на Атлантичному узбережжі Канади. На час вступу провінції до Канади в 1949 р. вона була знана як Ньюфаундленд, але починаючи з 1964 р. уряд провінції почав називати себе «Уряд Ньюфаундленду і Лабрадору». 6 грудня 2001 року поправка до Конституції Канади закріпила офіційну назву провінції як «Ньюфаундленд і Лабрадор».

## Географія
Ньюфаундленд і Лабрадор — найбільша і найсхідніша з Атлантичних провінцій Канади. Займає однойменний острів і північно-східну частину півострова Лабрадор. Материкова частина провінції межує з Квебеком; острів відділений від Лабрадору вузькою глибокою протокою Бель-Айл, а від провінції Нова Шотландія — протокою Кабота. У декількох кілометрах на південь від берегів острова Ньюфаундленд розташоване невелике володіння Франції — острови Сен-П'єр і Мікелон.
Гористий о. Ньюфаундленд являє собою продовження Аппалачської гірської системи. Континентальна частина провінції належить до Лаврентійської височини, займаючи східну околицю Канадського кристалічного щита. Найвища точка провінції — гора Сьорк (1676 м) на півночі Лабрадору; найвища точка острова Ньюфаундленд — гора Льюїс-Гілл (814 м) в західній її частині, в хребті Лонг-Рейндж. На південний схід від острова розташована знаменита Велика Ньюфаундлендська банка — один з найбагатших районів рибальства в Світовому океані.
Річки континентальної частини провінції (Лабрадор) володіють високим гідроенергетичним потенціалом; на найбільшій з них, річці Черчилл (до 1965 року носила назву Гамільтон), на початку 70-х років побудована ГЕС «Черчилл-Фолс» (5,2 млн кВт), яка до введення в дію квебекськой ГЕС «Ла-Гранд-2» (1979 рік) була найбільшою ГЕС Канади. Хоча річки острова невеликі за довжиною, їх потенціал дуже високий; найбільша ГЕС острова «Бей д'Еспуар» (460 тис. кВт) на річках Грей і Селмон.

## Клімат
Клімат острова — помірний морський, але досить суворий; північний край острова і весь Лабрадор відносяться до зони Субарктики. Температури найтеплішого місяця — серпня — коливаються від +15 °С на острові до +10 °С на Лабрадорі, температури січня — відповідно від -4 °С до -20 °С. Середньорічна кількість опадів в міру віддалення на північ знижується від 1500 на півдні острова до 500 мм на півночі Лабрадору. Найбільш м'яким кліматом відрізняється розташований на південному сході півострів Авалон, де проживає 40 % населення провінції та знаходиться її столиця — Сент-Джонс (середня температура липня +15,3 °С, січня -3,8 °С, абсолютний максимум +30,6 °С, мінімум -23,3 °С). Значна частина острова (західне узбережжя і річкові долини), а також південний захід континентальної частини покриті північною тайгою, що має важливе господарське значення (переважають бальзамічна ялиця, сиза і чорна ялина); велика частина Лабрадору зайнята тундрою і лісотундрою. Суворі кліматичні умови і бідність ґрунтів (підзолисті, здебільшого щебнисті) дуже ускладнюють розвиток сільського господарства (крім вирощування картоплі, ряду інших овочів і кормових трав на півдні острівної частини).

## Історія
Уперше у Ньюфаундленд прибули поселенці-європейці, вікінги з Ісландії, ще 1001 року: спочатку до Гренландії, відтак до острова Баффіна, до Лабрадора і Ньюфаундленда. Назвали вони ці землі «Маркленд» або «Землі Лісів» — і збудували тут своє перше поселення, яке, ймовірно, проіснувало всього лише декілька років. У 1497 р. Джон Кабот також прибув до Ньюфаундленда, висадився в районі Бонавісти і, встановивши прапор Англії, проголосив іменем короля Генріха VIII землі ці британськими володіннями.
По черзі мандрівники-португальці відвідали Ньюфаундленд на його східному узбережжі від мису Рейс до Нотр-Дам — і саме вони залишили у спадок цілу низку географічних назв, як-от «Лабрадор». В 1534 р. Жак Картьє обплив острів, а в 1583 р. Гамфрі Гілберт підтвердив острів володінням Великої Британії, проголосивши Ньюфаундленд власністю королеви Єлизавети І. Перша колонія в Ньюфаундленді була заснована в 1610 р. компанією лондонських і бристольських торговців, які отримали королівський дозвіл на промисел. Джон Ґі був її першим губернатором. Істотним чинником в історії Ньюфаундленду і Лабрадору була рибність навколишніх вод: риболовецькі та торговельні судна зазвичай прибували з Португалії, Іспанії, Франції і Англії щоосені, а під кінець року з великими вантажами риби поверталися в свої порти.
Іммігранти-європейці, які поселилися в Ньюфаундленді, принесли з собою власні віру, звичаї та культуру, але суспільство, яке вони побудували в Новому Світі відрізнялося значно і від покинутого в Європі, і від інших колоній на американському континенті. Їх суспільство в Ньюфаундленді, базоване на рибальстві, хоч і контактувало з багатьма місцями навколо Атлантичного узбережжя Північної Америки, відокремлювало ньюфаундледців від найближчих сусідів в Канаді і Сполучених Штатах географічним своїм розташуванням та політичною своєрідною особливістю. Більшість населення розселилася по нерівному узбережжі в маленьких, віддалених поселеннях, ізольованих протягом довгих зим кригою або поганою погодою. Такі умови життя не могли не мати ефект на культурні особливості краю: іммігранти приносили з собою і виробляли нові способи мислення, ідеї, що й призвело до різноманітності у вірі, історії, усній творчості, піснях і діалектах Ньюфаундленду і Лабрадору.

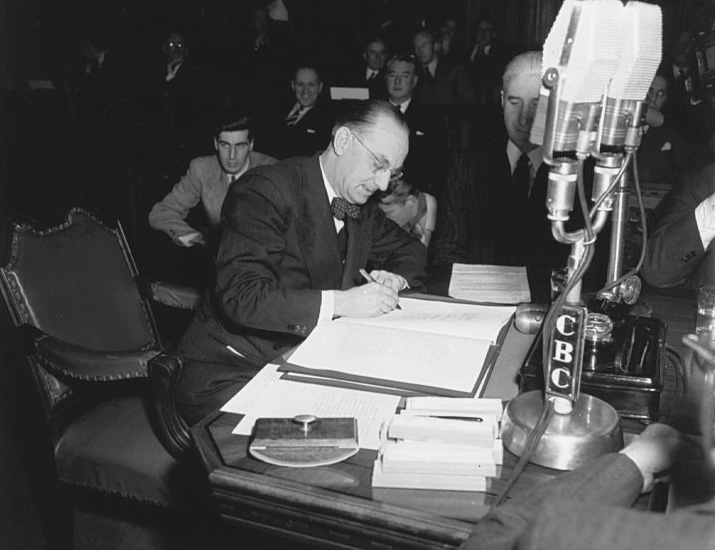
Підписання акту приєднання Ньюфаундленду до Канадської Конфедерації 31 березня 1949 р.

На узбережжі Ньюфаундленду існували і французькі поселення, які в основному займалися рибальством. Унаслідок Семирічної війни Франція зазнала поразки і відмовилася від усіх володінь в Північній Америці, проте все ж наполягала на право утримувати два маленькі острови Сен-П'єр і Мікелон біля узбережжя Ньюфаундленду, які мали велике значення для рибальства: вони й досі залишаються володіннями Франції.
Перша світова війна мала великий і тривалий ефект як і на суспільство, так і на історію Ньюфаундленду і Лабрадору. Майже чверть його населення або 5482 ос. відбуло на фронт, з яких приблизно 1500 загинуло і 2300 поранено. До 1949 р. Ньюфаундленд і Лабрадор користувалися статусом незалежної колонії, а в 1949 році населення невеликою більшістю проголосувало за приєднання до Канади, з відмінними їм історією, економікою, культурою та політичними установами.

## Економіка

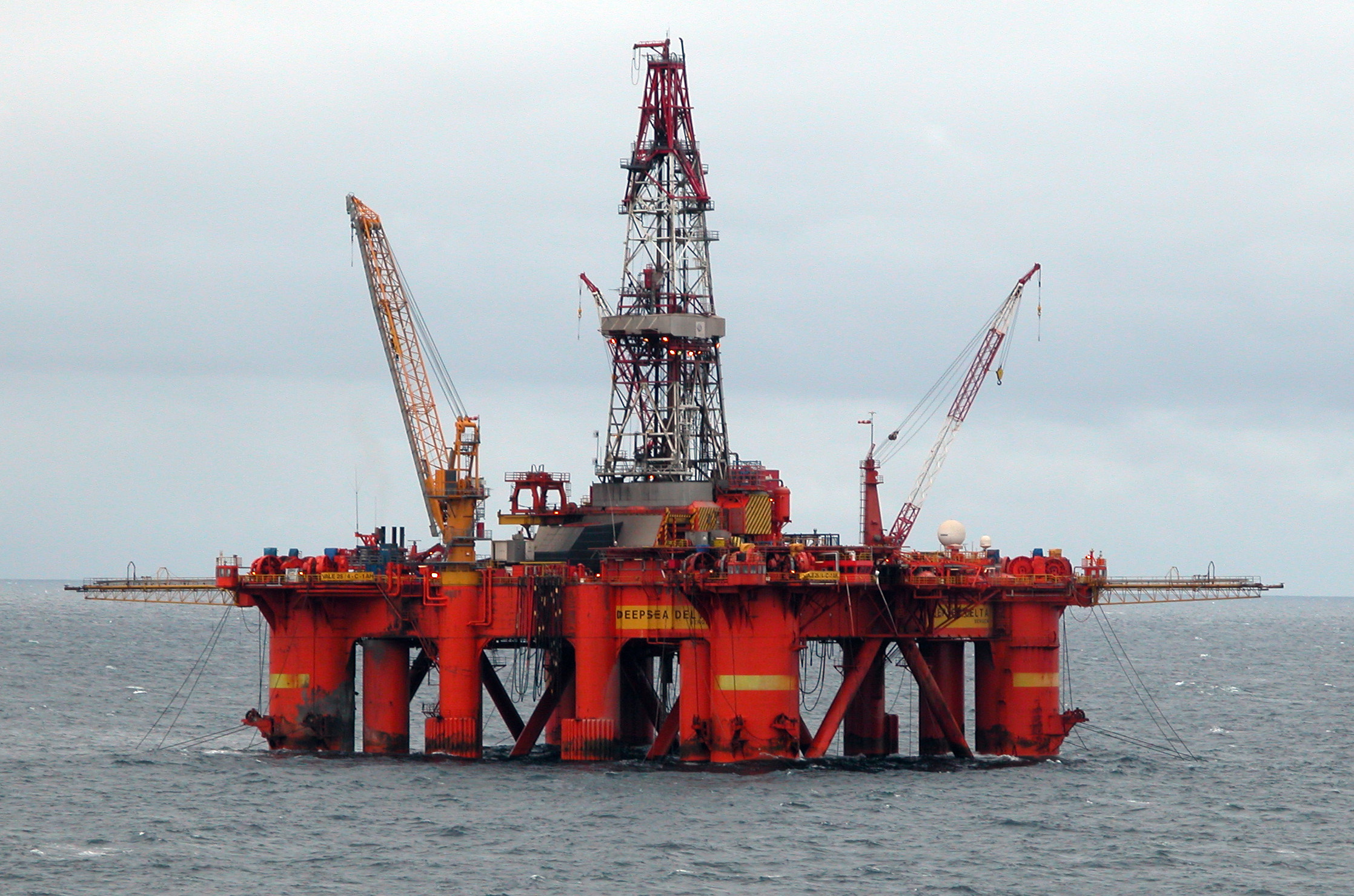
Розробка нафтових родовищ — економічне майбутнє провінції.

Цей регіон характеризується найвищим рівнем безробіття у всій Канаді і завжди спирався на рибальство як основне джерело економічних благ. Останніми роками рибні ресурси вичерпалися і провінція все більше залежить від субсидій федерального уряду.
Історично рибальство було однією з головних, якщо не найголовнішою галуззю економіки провінції. Протягом декількох сторіч рибальство велося з європейських портів і було сезонним. Постійні поселення з'явилися тут значно пізніше ніж де-небудь на північноамериканському континенті, проте рибальство продовжувало залишатися провідною галуззю економіки протягом довгого часу. Зараз рибні запаси значно скоротилися, деякі породи риб почали зникати в 1992 році і більшість виловленої тут риби відправлялося до США на переробку. Збідніння рибних запасів призвело до серйозних змін не тільки в економиці провінції, але і в соціальній сфері, оскільки це призвело до занепаду численних громад і міст, які залежали від рибальства.
Федеральний і провінційні уряди прикладають зусиль для диверсифікації економіки провінції. Великі надії і багато коштів було спрямовано на пошук та розвиток нафтових покладів біля узбережжя Ньюфаундленду. Гайбернія — один з найкоштовніших і багатообіцяючих проектів в історії Ньюфаундленду. Шлях освоєння родовища був не з легких. Перш за все потрібно було вирішити суперечки між федеральним урядом і урядом провінції щодо того, хто з них мав юрисдикцію і контроль над господарською діяльністю в прибережних водах. Суд визначив, що юрисдикція відносно ресурсів шельфових родовищ належить федеральному урядові. В 1985 році федеральний і провінційний уряди уклали генеральну угоду, що передбачає сумісне управління морськими покладами нафти і газу. Потім в 1988 році обидва уряди і нафтові компанії підписали заяву про принципи освоєння Гайбернії. В 1992 році після того, як на обох рівнях влади були прийняті необхідні уповноважуючі закони, в силу вступили підписані раніше угоди. Будівельні роботи почалися ще наприкінці 1990 року і продовжуватимуться протягом 18-ти років при темпах видобутку до 180 тис. барелів в день. У 2000 році родовище забезпечувало близько 12 % легкої нафти, що видобувалася в Канаді.
Створення морського нафтового промислу укріпить економічну незалежність Ньюфаундленду і Лабрадору і скоротить потребу в подальших федеральних субсидіях. Багато канадських експертів вважають, що з погляду державної політики в першу чергу Гайбернія служить меті регіонального розвитку, а меті видобутку нафти — в другу.

## Демографічний склад
Історично населення провінції складалося переважно завдяки європейській еміграції. Більшість населення Ньюфаундленду і Лабрадору походить переважно з Англії і Ірландії. В 2001 р. 2,9 % мешканців було корінними народами. Етнічний склад провінції виглядає таким чином:
| Країна походження     | Кількість | %       |
| --------------------- | --------- | ------- |
| Англія                | 200,120   | 39,39 % |
| Ірландія              | 100,260   | 19,73 % |
| Шотландія             | 30,295    | 5,96 %  |
| Франція               | 27,785    | 5,47 %  |
| Американські індіанці | 16,030    | 3,16 %  |
| Народи півночі        | 7,445     | 1,47 %  |
| Німеччина             | 6,275     | 1,24 %  |
| Метиси                | 6,120     | 1,20 %  |
| Україна               | 4,361     | 0,84 %  |
| Уельс                 | 2,790     | 0,55 %  |